# Windows Workflow Foundation
Windows Workflow Foundation (WF) は、マイクロソフトの技術であり、ワークフローを定義・実行・管理する。この技術は .NET Framework 3.0 の一部であり、Windows Vista に含まれている。また、Windows XP SP2 および Windows Server 2003 にもインストール可能である。

## ワークフロー編集
ワークフローの構造を記述する言語としては、XMLベースのXAMLがよく使われている。しかし、任意の .NET 用言語（VB.NET、C#、C++/CLI など）のコードでワークフローを表現することが可能である。
ワークフローは「アクティビティ」から構成される。開発者は固有のアクティビティを書くことができ、それをワークフローに使用する。WF には汎用のアクティビティとしていくつかの制御構造が用意されている。
Windows Workflow Foundation の拡張セットが Microsoft Visual Studio 2005 でサポートされている。それには、ビジュアル・ワークフロー・デザイナーやワークフローのデバッグも可能なビジュアル・デバッガ、ワークフロー用のプロジェクトシステムが含まれる。

## ワークフローの実行管理
.NET Framework 3.0 ワークフロー・ランタイムは、ワークフローの実行と管理を行うファシリティであり、任意のCLRアプリケーションドメイン（Windows Service として、Console Service として、Web Application として）で実行される。
ホストは、シリアライズなどのサービスも必要に応じて提供する。ワークフローのインスタンスのイベント（アイドルとなった、停止したなど）を契機として捉えることもできる。

### ワークフローとの通信
WFワークフローには、外界と通信するためのメソッドとイベントのインタフェースが定義されている。ホストアプリケーションはワークフローを実行するまえに環境を設定し、それらインタフェースを実装したオブジェクトを提供する。
それらインタフェースを実装したオブジェクトがイベントを発生させると、対応するワークフローがそれに反応し、データを受け渡す。
インタフェース上のメソッドはホストとの通信のためにワークフローから呼び出される。

## Windows Workflow Foundationが使用されている製品
- Microsoft Office SharePoint Server 2007バージョンから使用されている。
- Microsoft Speech Server 2007バージョンから使用されている。
- Microsoft Dynamics CRM 4.0バージョンから使用されている。
- Microsoft BizTalk Server 2006バージョンから使用されている。